# (73099) 2002 GR21
(73099) 2002 GR21 – planetoida z pasa głównego asteroid okrążająca Słońce w ciągu 3,53 lat w średniej odległości 2,32 j.a. Odkryta 14 kwietnia 2002 roku.